# Callospermophilus madrensis
Callospermophilus madrensis es una especie de roedores en la familia Sciuridae.

## Distribución geográfica yhábitat
Es endémica de México. Su hábitat natural son praderas de tierras bajas tropicales o subtropicales áridas.

## Estado de conservación
Se encuentra amenazada por la pérdida de su hábitat natural.